# Amadou Gakou
Amadou Gakou (né le 25 mars 1940 à Dakar) est un athlète sénégalais, spécialiste du 400 mètres. 

## Biographie
Amadou Gakou remporte l'or sur 400 mètres et sur 4 × 400 mètres lors des Jeux de l'Amitié d'Abidjan en 1961.
Il confirme en remportant l'or sur 400 mètres ainsi que sur 400 mètres haies aux Jeux de l'Amitié organisés en 1963 à Dakar et confirme son talent de sprinteur long deux ans plus tard aux Jeux africains organisés au Congo.
Il participe à trois Jeux olympiques en 1964, 1968 et 1972. En 1968 il termine 4e de la finale en 45 s 01, un record d'Afrique qui restera le record du Sénégal jusqu'en 2024, où il est battu par Cheikh Tidiane Diouf.
Il est le grand-oncle de la sprinteuse Fatou Bintou Fall.

### Palmarès
| Date | Compétition     | Lieu        | Résultat | Épreuve   | Performance  |
| ---- | --------------- | ----------- | -------- | --------- | ------------ |
| 1965 | Jeux africains  | Brazzaville | 3e       | 400 m     | 47 s 7       |
| 1965 | Jeux africains  | Brazzaville | 1er      | 4 × 400 m | 3 min 11 s 5 |
| 1968 | Jeux olympiques | Mexico      | 4e       | 400 m     | 45 s 01      |

### Records
| Épreuve    | Performance | Lieu   | Date            |
| ---------- | ----------- | ------ | --------------- |
| 400 mètres | 45 s 01     | Mexico | 18 octobre 1968 |